# Murat Can Yayla
Murat Can Yayla (* 5. Mai 1999 in Giresun) ist ein türkischer Fußballspieler.

## Karriere
Yayla begann mit dem Vereinsfußball in der Jugend von Giresunspor, dem bekanntesten und erfolgreichsten Sportverein seiner Heimatstadt Giresun.
In der Hinrunde der Saison 2014/15 wurde er erst am Training der Profimannschaft beteiligt und gab schließlich am 23. Mai 2015 in der Ligabegegnung gegen Manisaspor sein Profidebüt. In dieser Begegnung gelang Yayla auch sein erstes Tor im Profibereich. Im Mai 2015 hatte er von seinem Klub auch einen Profivertrag erhalten. Für die Rückrunde der Saison 2167/17 wurde er an den Drittligisten İnegölspor ausgeliehen.